# Matakana
 (novembre 2024).
La mise en forme du texte ne suit pas les recommandations de Wikipédia : il faut le « wikifier ».
Les points d'amélioration suivants sont les cas les plus fréquents. Le détail des points à revoir est peut-être précisé sur la page de discussion.
- Les titres sont pré-formatés par le logiciel. Ils ne sont ni en capitales, ni en gras.
- Le texte ne doit pas être écrit en capitales (les noms de famille non plus), ni en gras, ni en italique, ni en « petit »…
- Le gras n'est utilisé que pour surligner le titre de l'article dans l'introduction, une seule fois.
- L'italique est rarement utilisé : mots en langue étrangère, titres d'œuvres, noms de bateaux, etc.
- Les citations ne sont pas en italique mais en corps de texte normal. Elles sont entourées par des guillemets français : « et ».
- Les listes à puces sont à éviter, des paragraphes rédigés étant largement préférés. Les tableaux sont à réserver à la présentation de données structurées (résultats, etc.).
- Les appels de note de bas de page (petits chiffres en exposant, introduits par l'outil «  Source ») sont à placer entre la fin de phrase et le point final[comme ça].
- Les liens internes (vers d'autres articles de Wikipédia) sont à choisir avec parcimonie. Créez des liens vers des articles approfondissant le sujet. Les termes génériques sans rapport avec le sujet sont à éviter, ainsi que les répétitions de liens vers un même terme.
- Les liens externes sont à placer uniquement dans une section « Liens externes », à la fin de l'article. Ces liens sont à choisir avec parcimonie suivant les règles définies. Si un lien sert de source à l'article, son insertion dans le texte est à faire par les notes de bas de page.
- La présentation des références doit suivre les conventions bibliographiques. Il est recommandé d'utiliser les modèles {{Ouvrage}}, {{Chapitre}}, {{Article}}, {{Lien web}} et/ou {{Bibliographie}}. Le mode d'édition visuel peut mettre en forme automatiquement les références.
- Insérer une infobox (cadre d'informations à droite) n'est pas obligatoire pour parachever la mise en page.

Pour une aide détaillée, merci de consulter Aide:Wikification.
Si vous pensez que ces points ont été résolus, vous pouvez retirer ce bandeau et améliorer la mise en forme d'un autre article.
 (novembre 2024).
Le contenu est difficilement compréhensible vu les erreurs de traduction, qui sont peut-être dues à l'utilisation d'un logiciel de traduction automatique.
Matakana est une petite localité du district de Rodney, située dans l’île du Nord de la Nouvelle-Zélande.

## Situation
La ville de Warkworth siège à environ 9 km vers le sud-ouest, la plage de Snells Beach à la même distance vers le sud, et celle d’Omaha est à environ 7 km vers l’est et Leigh  est à 13 km vers le nord-est.
Le fleuve Matakana s’écoule à travers la ville et ensuite dans la baie de l’île Kawau au sud-est  , .

## Économie
La zone  aux alentours abrite plusieurs vignobles .
Développant leur réputation pour le  pinot gris, le merlot, le syrah  mais aussi des variétés moins connues .
La ville est aussi connue pour sa foire agricole, son cinéma, ses cafés, restaurants et boutiques d’alimentation .
La proximité raisonnable de la cité d’Auckland (à une heure de voiture), a conduit la région à devenir un lieu d’escapades branchées pour les passionnés de cuisine d’Auckland .

## Histoire
Les Maoris habitant dans ce secteur, étaient des Ngāti Raupo, un hapū des Te Kawerau (en), des Ngāti Manuhiri (en)) et des Ngāti Rongo.
La couronne acheta dès 1841, dans le cadre de l'acquisition du bloc de Mahurangi, un ensemble de terres, décrites par le Tribunal de Waitangi comme a crazy quilt of car fait de multiples transactions se superposant. 
Les bûcherons s’y installèrent ensuite rapidement pour abattre les kauris et aussi d’autres essences.
Plus tard, vers 1852, George Darroch y avait un important chantier naval, construisant des bateaux pour transporter ces troncs pour l’exportation ,qui continua à fonctionner pendant plus de 50 ans.
Vers 1853, la scierie de John Heyd était située près des chutes du fleuve Matakan 
Le lin de Nouvelle-Zélande y était aussi cultivé.
Le premier bâtiment public de Matakana fut l’église et l’école presbytérienne qui ouvrirent en 1864.
Vers 1881, la localité de Matakana avait environ 150 résidents et comme la plus grande partie du bush avait été coupé, l'agriculture le remplaça avec en particulier des vergers.
La laiterie de Matakana ouvrit en décembre 1902.
Le bâtiment est maintenant un magasin.
Une usine d’huile de requin ouvrit en 1905 et continua encore à fonctionner au moins jusqu’en 1921 et l’industrie plus longtemps encore .
Enfin l'électricité arriva à Matakana en 1936.

## Le monument au mort de la première guerre mondiale
Ce monument au mort de Matakana pour la première guerre mondiale est un élément du marquant du paysage , qui est classé , qui est dédicacé aux treize hommes du district, qui ont perdu la vie lors de la  première guerre mondiale, est unique, car il est caractérisé par une sculpture de George V, exécutée par le sculpteur néo-zélandais William Henry Feldon (en) (1872-1945) .
Feldon était le Brigadier major du régiment d’Auckland des «Mounted Rifles (en) 
La milice militaire de Matakana était en effet devenue un de éléments de la troupe du régiment de l’Infanterie montée à cheval( Mounted Rifles) d’Auckland (en) 
Dans la main droit de la statue se trouve un phylactère signifiant les Proclamation du roi du 7 novembre 1918, appelant à faire deux minutes de silence (en) et dans la main gauche l’épée du Auckland Mounted Rifles préparée pour montrer à la victoire.
Le mémorial, qui fut inauguré le 24 avril 1920 par Joseph Gordon Coates, est en fait la première statue du souvenir inaugurée en Nouvelle-Zélande, faisant suite à Armistice du 11 novembre 1918.
La caractéristique de ce monument aux morts est la présence précoce d’une statue of George V (en) , qui fut sculptée dans de la pierre d’Oamaru (en) par le sculpteur néo-zélandais ; William Henry Feldon (en) .
En effet , au lieu de commander une statue venant d’outre-mer, comme c’était l’habitude alors , le soldat et homme politique Sir James Allen incita fortement  pour faire faire, par le biais des sous-scripteurs , une commande à un artiste local: en l’occurrence  Feldon pour les monuments aux morts de Matakana, mais aussi de la localité de Papakura mais aussi d’Helensville, de Mercer, de Ōtāhuhu, et par l’association du mémorial Arawa de Rotorua.
Ainsi pour une petite communauté d' à peine: 313 habitants à cette époque , la localité de Matakana souffrit d’un taux d’imposition deux fois supérieur au taux national.
Le monument aux morts était situé sur un terrain donné à la jonction de la ville près du quai d’où les soldats partir pour les combats .
La statue a été vandalisée et restaurée à plusieurs reprises.
En 2006, le mémorial fut déplacé de sa localisation originale au coin de ‘Matakana Wharf Road’ et de ‘Matakana Road’ vers le site proche dans « Matakana Wharf Reserve ».
Le site original est maintenant occupé par les toilettes de Matakana, qui se veulent être de l’art utilisable .

## Le port de Matakuna

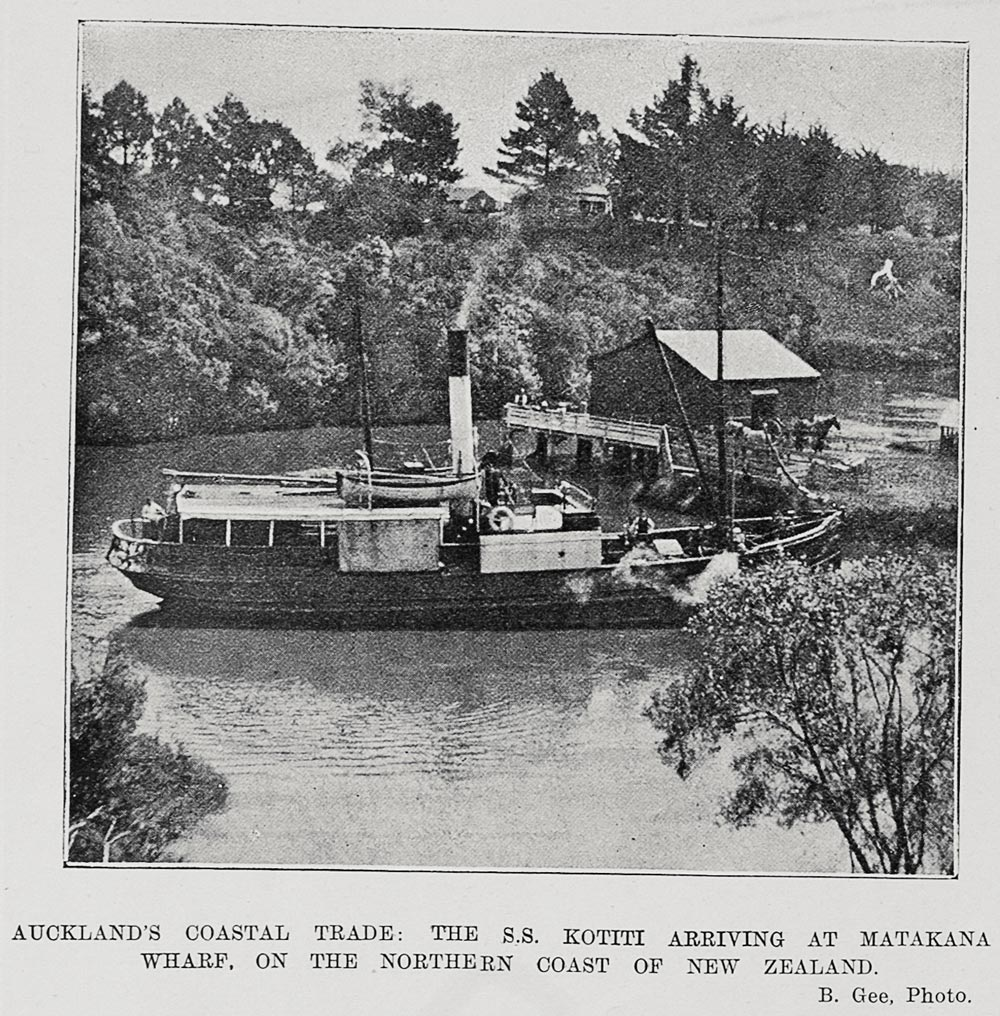
Le navire ss Kotiki (1898–1931) de la au niveau du quai de Matakana en 1909

Un service de passagers à partir de la cité d’Auckland continua jusqu’en 1938 puis un service de cargo jusqu’en 1945.
Un navire de croisière fonctionne actuellement à partir de ce quai 

## Démographie
Statistics New Zealand décrit Matakana comme un village rural, qui couvre 1,60 km2 et a une population estimée à 670 habitants en juin 2024 avec une densité de population de 470 personnes par km2.
Matakana est une partie de la zone statistique plus large de Dome Valley-Matakana.
La localité de Matakana avait une population de 492 habitants lors du recensement néo-zélandais de 2018, en augmentation de 177 personnes (56,2 %) depuis le recensement néo-zélandais de 2013, et en augmentation de 225 personnes(84,3 %) depuis le recensement de 2006 en Nouvelle-Zélande.
Il y avait 180 logements comprenant 225 hommeset 267 femmes, donnant un sexe-ratio de 0,84 homme pour une femme , avec 111 personnes(22,6 %) âgées de moins de 15 ans d’âge, 51 personnes (10,4 %) âgées de 15 à 29 ans, 231 personnes (47,0 %) âgées de 30 à 64 ans et 99 personnes (20,1 %) âgées de 65 ou plus.
L’ethnicité était pour 92,1 % européens/Pākehās, 9,1 % Māoris, 1,8 % personnes venant de l’Océan Pacifique, 4,3 % d’origine Asiatique et 1,8 % d’une autre ethnicité.
Les personnes peuvent s’identifier avec plus d’une ethnicité en fonction de l’origine de leurs parents.
Bien que certaines personnes choisissent de ne pas répondre à la question du recensement concernant leur affiliation religieuse, 62,8 % n’ont aucune religion, 27,4 % sont chrétiens, 0,6 % sont bouddhistes et 1,8 % ont une autre religion.
Parmi ceux d’au moins 15 ans d’âge, 123 personnes (32,3 %) ont une licence ou un degré universitaire supérieur et 48 personnes (12,6 %) n’ont aucune qualification formelle.
111 personnes (29,1 %) gagnent plus de 70,000 $ comparées avec les 17,2 % au niveau national.
Le statut d’emploi de ceux d’au moins 15 ans d’âge, était pour 183 personnes (48 %) un emploi à temps plein, pour 69 personnes (18,1 %) qui étaient à temps partiel et 15 personnes (3,9 %) étaient sans emploi .

### Zone statistique de Dome Valley-Matakana
La zone statistique de Dome Valley-Matakana, qui inclut les localités de Dome Valley et Rainbows End, couvre 84,76 km2 et a une population estimée à 1 780 habitants en juin 2024 avec une densité de population de 21 personnes par km2.
Le secteur de Dome Valley-Matakana avait une population de 1 530 habitants lors du recensement néo-zélandais de 2018, en augmentation de 246 personnes (19,2 %) depuis le recensement néo-zélandais de 2013 et une augmentation de 408 personnes (36,4 %) depuis le recensement néo-zélandais de 2006.
Il y avait 546 logements, comprenant 759 hommes et 771 femmes, donnant un sexe-ratio de 0,98 homme pour une femme .
L’âge médian était de 46,6 ans (comparé avec les 37,4 ans au niveau national), avec 306 personnes (20 %) âgées de moins de 15 ans, 189 personnes (12,4 %) âgées de 15 à  29 ans, 726 personnes (47,5 %) âgées de 30 à 64 ans et 312 personnes (20,4 %) âgées de 65 ans ou plus.
L’ethnicité était pour 93,7 % européens/Pākehās, 8,4 % Māoris, 1,8 % personnes venant de l’Océan Pacifique, 3,9 % d’origine asiatique et 1,8 % d’une autre ethnicité.
Les personnes peuvent s’identifier avec plus d’une ethnicité selon l’origine de leurs parents.
Le pourcentage de personnes nées outre-mer était de 24,1 %, comparé avec les 27,1 % au niveau national.
Bien que certaines personnes choisissent de ne pas répondre aux questions du rncensement concernant leur affiliation religieuse, 64,1 % n’ont aucune religion, 26,5 % sont chrétiens, 0,6 % sont musulmans, 0,6 % sont bouddhistes et 1,4 % ont une autre religion.
Parmi ceux d’au moins 15 ans d’âge, 336 personnes (27,5 %) ont une licence ou un degré universitaire supérieur et 180 personnes (14,7 %) n’ont aucune qualification formelle.
Le revenu médian était de 34,900 $ , comparé avec les 31,800 $ au niveau  national.
285 personnes (23,3 %) gagnent plus de 70,000 $ comparé avec les 17,2 % national.
Le statut d’emploi de ceux d’au moins 15 ans d’âge était pour 570 personnes (46,6 %)  était un temps plein, pour 240 personnes (19,6 %) un temps partiel et 33 personnes (2,7 %) étaient sans emploi .

## Le Parc du jubilé de Matakana Diamond

### Histoire
Le Parc du jubilé de Matakana Diamond ouvrit en 1897.
L’évènement du « Matakana Annual Races and Sports », était un parcours de courses de chevaux, situé dans le coeur de la ville de Matakana ,situé sur la propriété du Dr Cruickshank, qui se tenait  le jour de la nouvelle année et le lundi de Pâques de 1870 à 1897.
Le meetings incorporait à la fois, des épreuves d’Athlétisme et des courses de chevaux.
Le secteur constitue maintenant le parc du Jubilé de diamant, qui ouvrit en conséquence de l’abandon des courses de chevaux, pour célébrer les soixante ans de règne de la reine Victoria sur le trône du Commonwealth .
Initialement, le parc fut utilisé pour l’exposition A&P Shows (1898), mais aussi le rugby, le cricket, le hockey et le tennis.
Le « Matakana Cricket Club » s’est déplacé vers le parc, quand il ouvrit et fut réputé spécialement pour ses matchs de cricket en particulier du celui du Boxing Day ou jour des boites en fait le 26 décembre
Les courts de Tennis y furent établis en 1920.
L’ ancienne salle de classe de Kawau Island de l’école de Matakana fut déplacée dans le parc derrière les courts de tennis  au début des années 1960.
Les Scouts et Guides circulaient de là et avaient un bail jusqu’en 2003, mais le 4 novembre 2008, leur bâtiment a disparu dans un incendie contrôlé par la bricade du feu de Matakana.
Le rugby et le hockey étaient aussi pratiqués ici jusqu’en 1960
Le football était aussi joué par les enfants durant la saison d’hiver dans l’extrémité sud du parc.
Des enregistrements et de rapport avec le conseil existent jusqu’à cette date de 1996.
Le « Matakana Pony Club» n’y est présent pour la première fois qu’en 1977 aucours de la saison allant de septembre à avril.
Le Pony club et les autres clubs de sports se partagent une partie de la surface du parc.
Vers 2018, la zone derrière les courts de tennis a été effectivement abandonnée.
Cette zone n’était pas à niveau et souvent criblée de petits bassins qui se formaient en hiver rendant le site inutilisable pour la plupart de l’année.
Le conseil d'Auckland finança la remise en état de la cour existante mais abandonnée et participa aussi nivèlement de ce secteur, le rendant ainsi plus fonctionnel comme espace pour la communauté.
Le Pony club finança la reconstruction de l’espace situé près de leur clubhouse pour aider à un accès libre.

### Usage futur pour la communauté
Pour le développement ultérieur du « Matakana Open Space Study » et avoir des commentaires sur le futur de l’utilisation du parc du « Matakana Jubilee Park », le conseil d’Auckland a mis en place un processus de consultation avec la présence du public en général, culminant dans le rapport disponible sur .
L’objectif de la consultation était de présenter à la communauté une série d’options pour l’évolution de l’utilisation du parc du jubilé de Matakana et  susciter la discussion et les  commentaires à propos de la vision du futur du parc qui soit le reflet de la préférence de la  communauté.
Des éléments matériels étaient présentés à un large public pour avoir leur retour.
Ceci a comporté en particulier trois options pour le parc du jubilé de Matakana, chacune très différente tant dans le programme que dans l’espace accordé pour chaque activité différente .
En 2020, un bail, qui a formalisé l’utilisation partagée du Diamond Jubilee Park dans Matakana entre le village du  pony club et le reste de la communauté plus large garanti par le board local du district de Rodney .

## Évènements
La ville de Matakana abrite aussi de nombreux évènements très variés, se déroulant tout le long de l’année.
- Le marché agricole de “Matakana Farmers' Market” se tient chaque samedi.
- Le Gala de l’école de Matakana est un évènement annuel, qui attire des milliers de personnes venant des districts environnants.
- Le «Music Mountain Matakana» est un évènement musical, qui se tient dans les collines derrière  Matakana à la fin de l’été.
- La course nommée «Matakana Seagull Raft Race» se déroule sur le fleuve Matakana tous les ans, au mois de novembre.

La puissance pour les embarcations est fournie par des moteurs hors-bords de la marque British Seagull.

## Éducation
L’école de Matakana est une école mixte contribuant au primaire (allant de l’année 1 à 6 ) avec un taux décile de 9 et un effectif de 382 élèves .
L’école a été fondée en 1862.